# Hackspettjärnen
Hackspettjärnen är en sjö i Älvdalens kommun i Dalarna och ingår i Dalälvens huvudavrinningsområde. Sjöns area är 0,011 kvadratkilometer och den är belägen 500 meter över havet.